# Andrea Holbe
Andrea Holbe ist eine ehemalige deutsche Squashspielerin.

## Karriere
Andrea Holbe war vor allem in den 1980er-Jahren und Anfang der 1990er-Jahre aktiv. Auf der WSA World Tour sicherte sie sich einen Titelgewinn, als sie 1988 den Olympiacup in München nach einem Finalsieg gegen Sabine Schöne gewann. Mit der deutschen Nationalmannschaft nahm sie 1987, 1989 und 1990 an der Weltmeisterschaft teil. Sowohl 1989 als auch 1990 belegte sie mit der Mannschaft den vierten Platz. Ebenfalls 1987, 1989 und 1990 stand sie im Hauptfeld der Weltmeisterschaft im Einzel. Während sie 1987 und 1989 die zweite Runde erreichte, zog sie 1990 in die dritte Runde ein, in der sie gegen Susan Devoy ausschied. An Devoy war sie 1989 auch in der Auftaktrunde der British Open gescheitert.
1985 und 1987 wurde Holbe Deutsche Meisterin. 1986 unterlag sie im Finale Barbara Hammerschmid. Die aus Berlin stammende Holbe gewann auch mehrfach die Berliner Meisterschaften.

## Erfolge
- Gewonnene WSA-Titel: 1
- Deutsche Meisterin: 1985, 1987